# Fago T2
Fago T2 de Enterobacteria es un bacteriófago de cola de la serie T-par, de la familia Straboviridae. Infecta a las enterobacterias como Escherichia coli. Su virión contiene una doble cadena lineal de ADN, con extremos con redundancia terminal, y circularmente permutadas. El ADN de los fagos T2 está recubierto por una cápsida compuesta por proteínas. El virus no se puede replicar por sí mismo, por lo que necesita de una célula bacteriana que actúa de hospedador o huésped en la que introduce su material genético y se replica, dando lugar a nuevos viriones.
Este fago puede convertir rápidamente una bacteria Escherichia coli en una fábrica productora de Fagos T2, que son liberados cuando la célula se rompe (lisis celular). Los experimentos realizados por Alfred Hershey y Martha Chase demostraron que durante el proceso de infección de la bacteria por el fago, sólo el ADN viral se inyectaba en las células bacterianas, mientras que las proteínas del virus permanecían fuera. Este experimento demostró que el ADN del fago era la molécula que portaba la información genética, el material hereditario. La experiencia de Hershey y Chase se realizó marcando con un isótopo radiactivo del átomo azufre las proteínas del fago, y con un isótopo radiactivo del átomo de fósforo el ADN del fago, aprovechando el hecho de que sólo se encuentran átomos de azufre en las proteínas y no en el ADN, y que sólo se encuentran átomos de fósforo en el ADN y no en las proteínas.